# マジック (2017年の映画)
『マジック』（『メルサル』とも。原題 Mersal）は、2017年のインドのタミル語アクションスリラー映画。監督はアトリー、制作はテナンダル・スタジオ社。同スタジオの制作映画100作目である。ヴィジャイが三役を演じ、S・J・スーリヤー、カージャル・アグルワール、サマンタ、ニティヤ・メーノーンが共演。サティヤラージ、ヴァディヴェル、ハリーシュ・ペラディ、コヴァイ・サララ、サティヤンが脇役を演じている。
ヴィジャイとアトリー監督のタッグ3回のうち2回目である。
生後すぐに生き別れた2人の双子の兄弟、医療犯罪を戦う奇術師ヴェトリと、患者からほとんど金をとらない評判の医者マーランの物語。
撮影は2017年2月1日にチェンナイで始まり、2017年9月に終了した。主なロケ地はポーランドのグダニスクとラジャスタン州ジャイサルメール。劇伴と劇中歌は A・R・ラフマーンが作曲。撮影はＧ・Ｋ・ヴィシュヌ。編集はルーベン。
2017年10月18日、ディワリ祭の日に全世界で公開された。批評家のレビューでは、ヴィジャイ、メーノーン、S・J・スーリヤーの演技、A・R・ラフマーンの劇伴、撮影、社会的メッセージ、アトリーの演出が評価された。一方、陳腐な筋書きと長すぎる尺は批判された。
興行は成功し、全世界で₹200クロール（2,800万米ドル）～₹260クロール（3,600万米ドル）の興収を上げ、当時のヴィジャイのキャリアのみならずタミル語映画としても最高興収を記録した。劇場公開は2018年1月25日まで100日間つづけられた。2018年12月6日にHGCエンターテインメントによって中国でも公開された。またリクエストに応じ、ヨーロッパ最大の映画館であるフランスのグラン・レックスで上映された。中国海南省の海南国際映画祭 や韓国の富川国際ファンタスティック映画祭でも上映された。

## ストーリー
夜明けに、救急車の運転手、医療ブローカー、病院職員、外科医など、医療スタッフが次々と誘拐される。犯人はチェンナイの医師マーランと判明。マーランは逮捕され、DCP ラトナベル「ランディ」に尋問される。マーランは、金銭欲と適切な医療の提供を怠ったために、4 人が自動車運転手の娘の死と妻のその後の自殺に関与したと説明する。マーランはランディに人質の居場所を教えるが、時間内に病院にたどり着けば、自動車運転手の娘のように生き延びると断言する。マーランは、自分はマーランではなく、そっくりさんであるヴェトリという名の奇術師であることを明かす。
ヴェトリは、悪徳医師のアルジュン・ザカリアも殺害する。もう一人の悪徳医師で、州医療評議会の長であるダニエル・アロキアラジは、マーランの安価な医療が、繁盛している病院事業の脅威であると考えた。彼は手下を使ってマーランを殺害しようとしたが、ヴェトリが彼を救った。その後、警察がマーランを救出し、ヴェトリはランディから逃げる。その後、マーランは、ヴェトリが自分の問題の原因だと信じ、ヴェトリと対決する。マーランの調剤師でヴェトリの助手であるヴァディヴが介入し、ヴェトリが悪徳医療行為にふける医師を狙う理由をマーランに説明する。
過去: マーランとヴェトリの両親は、1970年代の利他的な村のレスラーで族長であったヴェトリマーランとアイシュワリヤー（アイスー）だった。ヴェトリマーランは地域に寺院を建て、盛大な祭りを開催した。しかし、火事が発生し、多くの人が負傷し、2人の子供が死亡。アイシュの助言により、ヴェトリマーランはダニエルと共に自分の村に病院を設立し、アルジュンは医師たちが善良な人々だと考えて主任医師に任命した。しかし、ダニエルとアルジュンは守銭奴だった。アイシュが 2 人目の子供 (ヴェトリ) を出産するにあたってヴェトリマーランから金を搾り取り帝王切開を行う。通常出産でよかったにもかかわらず。
麻酔の過剰投与と失血により、アイシュは死亡、子供も死産と宣告される。激怒したヴェトリマーランはダニエルと対峙するが、ダニエルの手下たちが彼を襲う。ヴェトリマーランはマーランを救い出し、トラックに乗せる。ガラス瓶に当たって記憶を失う。ダニエルは自分が火災事故を起こしただけだと言い張り、ヴェトリマーランは復讐を誓ってダニエルの手下たちと戦うが、刺されて死ぬ。ダニエルとアルジュンは医療サービスから金を横領し、長年独裁政権を強化した。間もなく、ヴェトリは奇跡的に生き延び、父方の叔父であるヴァディヴが彼の面倒を見る。有名な奇術師サリム・ゴーシュがヴェトリとヴァディヴを養子とする。ヴェトリはすぐに復讐を果たすための手品の技をすべて覚える。
現在: マーランはヴェトリの過去を知り、彼と和解し、2人は入れ替わる。ヴェトリ (実はマーラン) は拘留され、ダニエルは刑務所で彼と会い、医療業界を悪用して利益を得ることを考える。一方、ダニエルの甥のセシャは、マーラン (実はヴェトリ) と取引して彼の診療所を閉鎖しようとする。しかし、2人とも真実を知ると、ヴェトリはセシャの手を切り裂く。ダニエルはヴェトリの隠れ家に急ぐ。ヴェトリはダニエルの手下全員を倒し、ダニエルを負傷させる。ヴェトリはその過程で負傷し、危うく死にそうになる。しかし、マーランは心肺蘇生でヴェトリを蘇生させた。格闘でマーランはカシを殺し、ヴェトリはダニエルを感電死させ残酷に殺す。後に警察は殺人事件でヴェトリを逮捕する。ヴェトリは去る前に記者会見を開き、医療現場での不正行為と横領を暴露して自分の行動を正当化する。刑務所でヴェトリは、自分の努力にもかかわらず、別の少女が医療過誤で亡くなったというニュースを見る。これを聞いたヴェトリは手品を使って脱出し、任務を続ける。マーランはインド医師会の会長になる。

## キャスト
- ヴェトリ、V・マーラン、ヴェトリマーラン - ヴィジャイ
  - 幼少期のマーラン - アクシャト・ダース
- ダニエル・アローキヤラージ - S・J・スーリヤー
- アヌー・パッラヴィ - カージャル・アグルワール（声：ディーパ・ヴェンカット（英語版））
- ターラ - サマンタ
- アイシュワリヤー・ヴェトリマーラン（アイシュ） - ニティヤ・メーノーン（英語版）
- ラトナヴェール（ランディ） - サティヤラージ
- ヴェディヴ - ヴァディヴェール
- アルジュン・ザカリア - ハリーシュ・ペーラディ（英語版）
- サラーラ - コヴァイ・サラーラ（英語版）
- マニヤ - サティヤン（英語版）
- サリーム・ゴーシュ - サンギリ・ムルガン（英語版）
- プーンガディの父 - カーリ・ヴェンカット（英語版）
- カーシー - M・カマラージ
- セシャ - バーラト・ラージ
- ノーラン - ヨーギ・バーブ
- タミル・ナードゥ州保健大臣 - ラージェーンドラン（英語版）
- 看護師 - デーヴァダルシニ（英語版）
- 看護師 - スレーカ・ヴァーニー
- ターラの母 - マミラ・シャイラジャ・プリヤ（英語版）
- ターラの友人 - ミシュラー・ゴシャル（英語版）
- パープ - シヴァーニ・ムラリ
- セルヴィ - センティ・クマーリー（英語版）
- チッティ - シーニ・アンマ
- ヴェトリマーランの友人 - アブドゥール
- 僧侶 - タヴァシ
- 囚人 - サーイ・ディーナ（英語版）
- クマール - パサンガ・S・シヴァクマール
- 警官 - パンディアン
- テレビ番組司会者 - パリタバンガル・ゴーピ
- テレビ番組出場者 - パリタバンガル・スダーカル
- ヴィクティムの父 - プー・ラーム（英語版）

## 製作

### 開発
監督アトリ、主演ヴィジャイの『Theri』公開後、2人は2016年9月にスリ・テナンダル・フィルムズと別の共同プロジェクトで契約を結んだ。当初の報道では、アトリーは『Theri』の後に『Mahesh Babu』を監督するために7か月間脚本を練っていたとのことだったが実現しなかった。またヴィジャイもテナンダル・フィルムズ製作の映画『Sangamithra』と契約したものの、250日間の撮影スケジュールが捻出できず、丁重にオファーを断った。
ヴィジャイ主演の映画『Bairavaa』公開後、本作の製作が開始されるとの報道があり、2016年10月、制作会社の最高経営責任者 サフワン・サリームがプロジェクトの存在を認め、さらには『バーフバリ』シリーズや『バジュランギおじさんと、小さな迷子』などを手がけた脚本家Ｖ・ヴィジャエーンドラ・プラサードの参加も発表した。ヴィジャイが初の３役に挑戦、 医師、奇術師、そして族長を演じた。 デカン・クロニクル紙は「コミカルな奇術師役が笑いを誘い、雰囲気を明るくしている」と報道し、またヴィジャイが映画でシーク教徒を演じるとの事前の噂を否定した。ヴィジャイは奇術師役の準備として、マケドニア共和国のゴーゴー・レクイエム、カナダのラマン・シャルマ、ブルガリアのダニ・ベレフからマジックのトリックを学んだ。
スリ・テナンダル・フィルムズのCEOヘマ・ルクマニは、『Sangamithra』ではなく本作が同社の100本目記念作になると発表。2017年4月21日、プロデューサー陣は「テナンダル・スタジオ」という新しい名前のもと、本作を2017年10月に公開すると発表した。カンヌ映画祭における『Sangamithra』の制作発表で、ヘマ・ルクマニは「ほとんどの人はヴィジャイを『大衆俳優』と見ています。しかし、私は彼の演技を見ました。彼は傑出した俳優です」と述べた。彼女はさらに、「撮影中に多くのことに気付きました。《つながり》のセンスが素晴らしい。あるショットで手や足をどこにどのように置いたかなど、ごく小さな詳細でさえ彼は把握しています。助監督が覚えていなくても、彼が知っています。彼の即興演技を見るのは喜びでした」と述べた。
本作の制作はタイトル未発表のまま始まった。 2017年6月21日、製作者はタイトルを『Mersal』と発表し、ティザーポスターも公開した。
2016年12月、ジョーティカー、カージャル・アグルワール、サマンタが女性キャストとして発表された。しかし、制作チームは後にジョーティカがやむを得ない理由で降板し、ヴィジャイと初共演となるニティヤー・メーナンが代役になったと明かした。2017年1月、A・R・ラフマーンが劇伴と劇中歌を作曲すると報じられた。ヴィジャイとのコラボは『Azhagiya Thamizh Magan』（2007）以来10年ぶりである。S・J・スーリヤーとサティヤラージもキャストに加わり、スーリヤーは２役演じる悪役となった。『Theri』でヴィジャイと共演したがっていたヴァディヴェールは、やむを得ない理由で役を逃していたが 、後に本作への参加が発表された。他にコメディアンのコヴァイ・サララ、サティアン、ラジェンドランも参加した。
撮影監督は、アトリ組常連で『Raja Rani』『Theri』も手がけたジョージ・C・ウィリアムズの予定だったが、他のプロジェクトと日程が重なったため断念し、リチャード・M・ネイサンの助手出身の新人G・K・ヴィシュヌが抜擢された。テナンダル・フィルムズは、2017年1月にキャスト＆スタッフを公式発表。アクション監督にアナル・アラス、編集にアトリの以前のプロジェクトで働いたルーベン、美術デザイナーにT・ムトゥラジ、振付師にショービとプレム・ラクシット、衣装デザイナーにニーラジャ・コナとコマル・シャハニ。 撮影中、ハリーシュ・ペラディ、ヨギ・バブ、チーヌ・モハンがキャストに加わった。

### 撮影

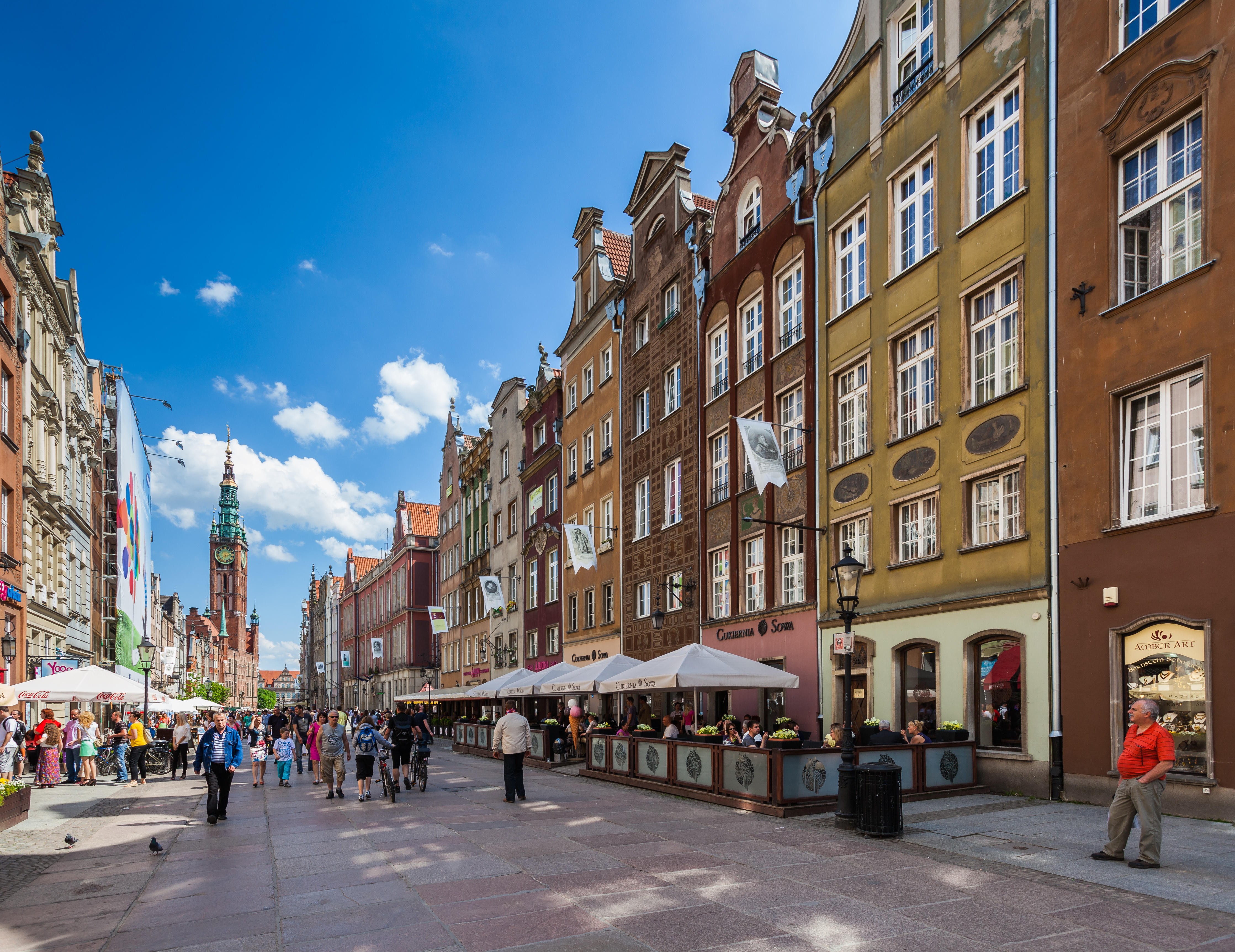
The city of Gdańsk, Poland, served as Paris for the film.

2017年2月1日、チェンナイのアディティヤラム・スタジオで本作のローンチイベントが開催され、そのままクランクイン。撮影はチェンナイのイーストコーストロードにあるパナイユールで始まり、2月19日まで20日間続いた。短い撮休を経て、3月1日にチェンナイで再開。3月15日、口ひげをひねり、ドーティを巻いたヴィジャイのスチール写真が非公式にネットに上がってバズった。この後はヨーロッパロケとの報道もあったが、チームはスケジュールをこなして3月31日にラジャスタン州に移動した。
ロケ地の暑い天候にもかかわらず、ヴィジャイとニティヤ・メーノーンのミュージカルシーン（後に『Aalaporaan Thamizhan』と題された）をジャイサルメールで撮影することになった。ラジャスタンでの撮影では蒸気機関車7161WP AKBARが使用された。 アクションシーンもラジャスタンで撮影され、2017年4月12日にラジャスタンでのスケジュールは完了。
4月25日から1か月間ヨーロッパロケ。ヴィジャイ、カージャル・アグルワール他が参加した。ミュージカルシーン（『Maacho』）といくつかのアクションシーンはポーランド（グダニスク、ポズナン、ジェシュフの空港)で撮影され、マケドニア共和国のスコピエでもロケが行われた。
ヨーロッパからチェンナイに戻り、2017年6月5日にサマンタを迎えて中間スケジュールのロケ再開。
7月中旬、情報筋は、ポストプロダクションの余裕をかんがみて撮影全体は実働130日以内に収める予定と報告したが、 8月1日に南インド映画従業員連盟（FEFSI）が発表した無期限ストライキと9月1日の追加ストライキの影響で滞った。FEFSIが9月13日にストライキを解除し、制作再開。チェンナイのカティパラジャンクションでのロケでは、当局の撮影許可は午前6時までだったにもかかわらず、午前8時まで撮影が続いて交通渋滞が発生した。
ミュージカルシーンと素材の撮影をこなし、全体撮了した。

## テーマと影響
ヴィジャイ演じるマーラン（5ルピー先生）は、テーニ県ボディナヤッカヌール出身で患者に2ルピーしか請求しないバラスブラマニアン医師からインスピレーションを得ている。また、『Kaththi』（2014）でヴィジャイが演じたジーヴァナンタムは、実在の社会活動家からインスピレーションを得ていることも知られている。
批評家は、主役が２役を演じたMGR（M・G・ラーマチャンドラン）の『Kudiyirundha Koyil 』（1968）『Neerum Neruppum』（1971）、ラジニカーントの『Moondru Mugam』（1982）、３役を演じたカマル・ハーサンの『Apoorva Sagodharargal』（1989、ヒンディー語版『Appu Raja』） との類似点を指摘した。
シャム・ゴーサムはザ・ウィーク誌のレビューで、本作におけるMGRへの言及について、「ヴィジャイは1950年代のラマチャンドランと同じことをしている。タミル・ナードゥ州のドラヴィダ・ムンネトラ・カザガムは、ヒトラー下ドイツのヨーゼフ・ゲッベルスを模倣し、映画を利用してイデオロギーを広めた。そういう映画づくりだ。本作では、ヴィジャイがMGRと比較される場面が4回ある。実際、彼の登場シーンはMGRの歌で始まる」と述べている。

## 宣伝
2017年6月21日に公開されたティザーポスターは、Twitterで最もリツイートされたファーストルックとなり、5万人近くがリツイートした。
ヘマ・ルクマニは革新的なアプローチとして、俳優ヴィシャカ・シンが率いるインド系オーストリアのベンチャー企業ICONICbotと提携し、Facebookメッセンジャーを通じて制作会社向けに人工知能ベースのチャットボットを立ち上げた。ヒンディー語映画界のトップスターは映画の宣伝にチャットボットを使用しているが、南インド映画業界では初めての試みで、人工知能技術を使って映画ファン全員と個人的につながる。ヘマ・ルクマニは「映画に関する情報は制作会社の公式Twitterアカウントで共有していますが、偽のニュースも蔓延しているに違いありません。そこで、ファンが関連情報を独占的に共有できるTSLチャットボットを立ち上げる計画を立てました」と述べた。
南インド映画としては初めて、そのファーストルックがTwitterの絵文字として使用され、また、タイトルが商標登録された最初の映画となった。制作会社の関係者は、「Mersalという用語を商業目的で使用する場合、収益の一部は著作権料として制作チームに支払われるべきである」と述べた。
ティーザー予告編は2017年9月21日（アトリの誕生日と同日）に公開され、3460万回再生されて『Kabali』（2016） や『Vivegam』（2017）を上回りインド映画ティーザーで最も視聴された作品となり、初めて「いいね！」100万件の大台を突破した。
テレビスポット２本が2017年10月8日『バーフバリ 王の凱旋』 (タミル語吹替版) のテレビ放送中に流された。
情報筋によると、革新的なマーケティング戦略が映画の成功に貢献したという。広告会社Exchange4Mediaは、『マジック』はデジタルマーケティング分野に革命をもたらした南インド映画の1つであるとコメントした。

## 公開

### 劇場
当初、2017年9月29日に劇場公開される予定だったが、ディワリ祭（2017年10月18日）に公開予定だった『ロボット2.0』が大規模な視覚効果のために延期されたため、製作陣はディワリ合わせで映画を公開することを決定した。2017年10月16日、本作はAWBIからNOCを取得し、いくつかのカットとともにCBFCからU/A証明書を受け取った。
タミル語映画として最多の全世界3,300以上のスクリーンで公開された。マレーシアでは800スクリーン、ケーララ州では275スクリーン以上、カルナタカ州は100スクリーン、アーンドラ・プラデーシュ州では400スクリーン。
PVRシネマとイノックス・マルチプレックスでは、10月3日から二重課税をめぐるストライキをしていたあおりで、10月24日から上映。バーチャルプリントフィーの値上げをめぐってプロデューサー協会がデジタルサービスプロバイダーに対してストライキを行った後、2018年3月に再公開された。
『マジック』は需要が高く、ヨーロッパ最大の映画館であるフランスのグラン・レックスで上映された。
日本ではSpaceBoxが本国公開とほぼ同時に英語字幕版を千葉、海老名、大阪、名古屋で上映。翌2018年9月、日本語字幕版がICW（インディアン・シネマ・ウィーク）内で東京・大阪・名古屋・福岡で上映された。
中国では、中国初のタミル語映画として、HGCエンターテインメントによって2018年12月6日、10,000スクリーンで上映された。
また2019年3月に中国海南省で開催された海南国際映画祭、2018年7月29日に韓国の富川で開催された富川国際ファンタスティック映画祭でも上映された。

## 評価

### 興行
公開初日にインド国内で3億1,300万ルピー、全世界で4億7,100万ルピーの収益を上げた。

#### インド
チェンナイ市で1.5億ルピーの興行収入を上げ、アジット・クマールの『Vivegam』を抜いて初日興収の最高記録を樹立。タミル・ナードゥ州のオープニング興収では、当時の最高記録ラジニカーントの『Kabali』2億1,500万ルピーを破って2億4,800万ルピーを上げ、配給会社に1億4,100万ルピーの配分をもたらした。

#### その他の地域
米国で開催されたプレミア上映で1.7千万ルピー、翌日には2.5千万ルピーを売り上げ、計3.08千万ルピーに達した。映画業界アナリストのタラン・アダルシュによると、この映画はオーストラリアでの公開時に25か所で133,057豪ドル（680.1万ルピー）を稼ぎ、イギリスでは37か所で公開され94,311ポンド（810.8万ルピー）を稼いだ。マレーシアでは約800の劇場で初日に903.1万ルピーを上げた。
公開5日間で全世界14億ルピー、初週17億ルピー。12日間でインド13億ルピー、全世界20億ルピーに達し、ヴィジャイの作品歴では最高興収かつ初めて20億ルピークラブ入り。公開5週が終わった時点で、タミル・ナードゥ州で12億ルピー、ケーララ州で1億6000万ルピー、カルナータカ州で1億3000万ルピー、インドのその他の地域で1億5000万ルピーを上げ、インド全国で16億4000万ルピー、全世界で26億ルピーを上げたと報じられた。2018年1月発行のハンズ・インディアの記事によると、最終興収24億4800万ルピーとのこと。一方、ヒンドゥスタン・タイムズ 、フィナンシャル・エクスプレス、インディア・トゥデイの記事によると、大手配給会社の一人であり、アビラミ・メガ・モールのオーナーでもあるラマナサン氏は、大本営発表の数字は水増しされており、20億ルピーの興収には達していないと語った。

### 批評家の反応
本作は批評家から好意的な評価を受けた。
タイムズ・オブ・インディアの編集長M・スガンス：（5つ星のうち3.5）「今年最も魅力的なマサラムービー。大衆ヒーロー・ヴィジャイにハズレなし」。
インディアン・エクスプレスのマノジ・クマール・R：（5つ星のうち3.5）「アトリはヴィジャイのスター性を利用して大衆受けする派手な映画を作った（『Theri』の前例あり）だけでなく、俳優の特性をスクリーン上で最高に引きだす面白い脚本を作り上げた」
Sify：（5つ星のうち3つ）「強い社会的メッセージ、口笛を吹く価値のある瞬間、目を楽しませるヒロイン、そして壮大な映像を備えた、定型的な大衆的マサラアクションムービー」「その大げさな雰囲気をうまく引き出すために、主演男優（ヴィジャイ）の魅力に完全に頼っている」。
ヒンドゥスタン・タイムズのプリヤンカ・サンダー：「ストーリー自体よりも伝え方を重視。ストーリーの核心は、喜怒哀楽、情緒、社会的メッセージ」と述べつつ、後半の長さと、サマンタのキャラクターが変容するさせ方を批判
ビハインドウッズ：（5つ星のうち2.75）「ヴィジャイが3人、魅力も３倍」
フィルム・コンパニオン・サウスのバラドワジ・ランガン：「『Apoorva Sagotharargal』の壮大で味気ないバージョン」「新しさの欠如は豊かな制作価値によって補われている」「ヴィジャイはスクリーン上で若返っているように見える俳優の一人だ。ダンスシーンでは美しく動いている。効果的なドラマチックな部分さえこなしている。しかし脚本が残念」。
デカン・クロニクルのアヌパマ・スブラマニアン：（5つ星のうち2.5つ星）「ストーリーラインは新しくはないが、アトリはヴィジャイの素晴らしいスクリーン上の存在感を巧みに利用し、それを魅力的な方法で提示している」。
ザ・ヒンドゥーのヴィシャル・メノン：「往年の大ヒット映画のパクリだらけ。でも嫌いじゃない。かなり楽しめる」
ファーストポストのスリーダル・ピライ：（5つ星のうち3つ）「スーパースター、ヴィジャイのイメージにぴったりで、様々な嗜好の視聴者を満足させる」
インディアグリッツ：（5つ星のうち3つ）「古いワインを新しいボトルに入れるという勝利の方程式で、アトリは商業監督としての能力を疑いなく証明し、確実に成功する作品を生み出した」
ザ・ニュー・インディアン・エクスプレスの批評家ダニエル・ティマイヤ：「ヴィジャイの堅実な演技とアトリの巧みなストーリーテリングに支えられた究極の商業エンターテイナー」
インディア・トゥデイのスリヴァトサン・S：（5つ星のうち3つ）「イケメン俳優アイドル映画の台頭」
ニュース18のプーニマ・ムラリ：「刺激的な回想シーンなど部分的には良い」と述べつつ、いくつかのつまらないセリフ、論理的矛盾、頻繁な歌のシーケンスを指摘
ザ・クイントのヴィクラム・ベンカテシュワラン：「3人のヴィジャイが登場し、交差する筋書き、素晴らしい戦闘シーン、12の殺人。観る者の心を締め付けるも、歓声を上げさせるも、すべてエンターテインメントの名の下に」
マノラマ・オンラインのプレム・ウダヤバヌ：（5つ星のうち3つ）「主人公のために紡がれた精巧なキャンバスと、そこに織り込まれた社会的メッセージでファンを魅了」
ザ・ウィーク誌シャム・ガウタム：「重厚なドラマとアクションシーンで包まれたこの映画を通して、アトリはメッセージを伝えようとしている。ヴィジャイのファンにとっては、スローモーションシーン、人々を救う《若大将（イラヤタラパティ）》、パンチの効いたセリフなど、驚く瞬間が十分にある。ヴィジャイが国の問題についてメディアに語るシーンは必見」
アナンダ・ヴィカタン：（100点満点中43点）

## 議論
本作はいくつかの批判にさらされた。最初の批判は、マドラス高等裁判所が映画製作者に対し、宣伝上で「マジック」というタイトルを使用したとして暫定禁止令を出したことである。 ARフィルムファクトリーのラジェンドランは、2014年にタミル映画製作者評議会に「Mersalayitten」というタイトルを登録した訴訟を起こし、『マジック』の使用が自身の映画ビジネスに影響を与えると主張した。高裁は2017年10月6日にその訴えを棄却した。
タミル映画製作者評議会が10月6日から13日まで二重課税をめぐってストライキを行ったことと、インド動物福祉委員会（AWBI）によるNOCの拒否が、公開プランに影響を与えると噂されたが、後に解決された。
公開にあたり、この映画で表現されたいくつかの概念は、様々な団体から反対された。インド政府の与党であるインド人民党（BJP）と当時の与党であるAIADMKは、ヴィジャイ演じる主人公が最近導入された物品サービス税を批判するシーンや、インド政府が推進するデジタル・インディアを登場人物が嘲笑するシーンに反対した。与党BJPは、将来の視聴のためにこれらのシーンを映画からカットするよう要求した。タミル・ナードゥ州政府医師会などのいくつかの医師会は、政府運営の病院で働く医師を冷笑的に描写しているとして本作を非難した。インド医師会で働く医師たちは、この映画をボイコットする計画を立て、映画の製作者に金銭的損失をもたらすことを期待して、海賊版ウェブサイトの映画リンクを共有した。これらの行為は、反対政党やタミル映画界で働く様々な著名人による表現の自由への攻撃とみなされた。シャシ・タルールは、本作に対するBJPの行為は民主的権利の侵害に等しいと非難した。
興行収入は約25億ルピーと喧伝されたものの、製作会社テナンダル・スタジオは製作費が高額だったため破産申請を余儀なくされた。SNSでの宣伝による損失は約6億ルピーに上り、アトリー監督が製作予算を超過したと言及する資料もある。しかし、G・ダナンジャヤンとプロデューサーのムラリ・ラマスワミは、この映画はタミル・ナードゥ州の全配給会社に利益を生んだと述べている。2018年11月、このプロジェクトに携わったカナダ在住の奇術師ラマン・シャルマは、テナンダル・スタジオがギャラを支払っていない、プロらしからぬと激しく非難した 。8月、シャルマのチームは法的通知を送り、2016年破産法に基づいて残金の支払いを要求した。
金銭争いにより、製作会社は今後のプロジェクトをすべて棚上げにした。同社の大作映画『Sangamithra』、カールティク・スッバラージ監督の、タイトル未定のダヌシュ主演作ともう1本、A・R・ラフマーンのバーチャルリアリティ映画『Le Musk』、その他の作品群。また完成済みの『Vallavanukkum Vallavan』と『Iravaakaalam』も未公開のままとなった。

## 波紋
公開に先立ち、アジット・クマール監督の『Vivegam』に出演したハリウッドのスタントマン、セルジュ・クロゾン・カジンとS・S・ラージャマウリがこの映画への期待を表明し、後者は「待ちに待ったファンタスティックな映画」と呼んだ。
BJPによるGSTとデジタル・インディアへの批判を受けて、ラジニカーント、カマル・ハッサン、ヴィシャール、ヴィジャイ・セトゥパティ、アルヴィンド・スワミ、クシュブー・スンダルが本作への支持を表明し、ヴィジャイとチームが「映画の中で社会問題に勇敢に取り組んだ」ことを称賛した。
H・ラジャはオンラインで映画を視聴して検閲委員会職員を批判し、罷免を要求した。10月22日に試写を鑑賞したCBFCメンバーのガウタミ・タディマラは、「『マジック』は公正な検閲証明書を与えられた。映画のセリフにGSTに関する違反はなく、そのシーンを削除するよう求めることは言論の自由に対する直接的な脅威である」と主張した。南インド映画商工会議所は、情報放送大臣のスミリティ・イラニに手紙を書き、オンラインで海賊版を視聴したH・ラジャに対する措置を求めた。。
ポジティブな話としては、Twitterの調査報告によると、「Mersal」は2017年のエンターテイメント部門で最もツイートされたハッシュタグとなった。